# Pietro Marubi
Pietro Marubi, o Pietro Marubbi (Piacenza, 1834 – Scutari, 1903), è stato un patriota, fotografo e pittore italiano naturalizzato albanese, noto in Albania anche come Pjetër Marubi.

## Biografia
Coinvolto nei moti risorgimentali in quanto sostenitore di Garibaldi e nell'omicidio del sindaco di Piacenza fu perciò costretto nel 1856 a riparare in Albania, allora territorio ottomano. Trasferitosi a Scutari aprì il primo laboratorio fotografico albanese, l'Atelier Marubi, che in breve tempo divenne uno dei più importanti dell'area. L'Atelier proseguì l'attività sino al 1944 grazie ai suoi collaboratori Rrok Kodheli e Kel Kodheli, ed in seguito al figlio di lui Gegë, documentando le vicende storiche dell'Albania e la vita quotidiana dei suoi abitanti.

## L'archivio Marubi
L'archivio Marubi composto da più di 100.000 negativi originali è stato riconosciuto dall'UNESCO come patrimonio internazionale, un patrimonio storico-culturale per il paese balcanico. L'archivio è conservato presso il Museo Nazionale della Fotografia Marubi (in albanese : Muzeu Kombëtar i Fotografisë "Marubi" ), situato presso il Museo Storico di Scutari, l'unico museo dedicato alla fotografia di tutta l'Albania che conserva più di 500.000 fotografie attribuite soprattutto alla "dinastia" Marubi

Logo del Museo Nazionale della Fotografia "Marubi" di Scutari

Le più antiche foto della collezione Marubi sono datate intorno al 1858-1859. Alcune di queste foto furono pubblicate su The Illustrated London News, La Guerra d'Oriente e L'Illustration.
Marubi considerato il primo fotografo albanese, secondo i critici è considerato il capostipite di una vera e propria "dinastia", un gruppo di importanti fotografi come Kel Marubi (Mikel Kodheli), Kolë Idromeno, Ymer Bali, Mandi Koçi, Jani Ristani, Mihal Popi, Ali Bakiu, Niko Stefani, Misto Cici, Petro Dhimitri e più recentemente Besim Fusha, Petrit Kumi e Niko Xhufka, che hanno fatto la storia della fotografia albanese.

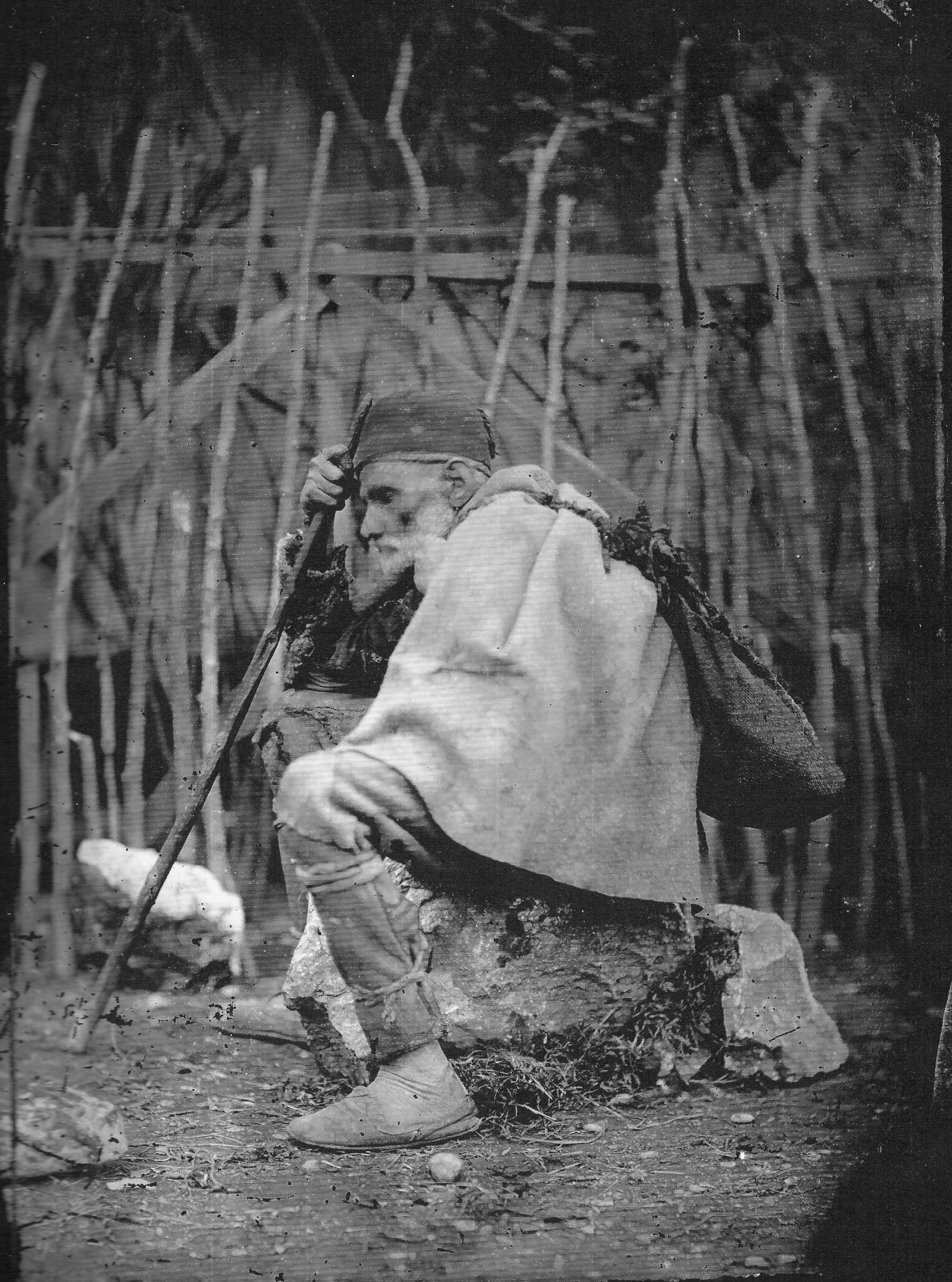
Il mendicante, Scutari, Pietro Marubi - fine XIX secolo

## Mostre
- Milano 2018, L'archivio Marubi. Il rituale fotografico,  (16 novembre - 9 dicembre), Triennale di Milano[7][8]
- Amsterdam 2016, Dynasty Marubi – A Hundred Years of Albanian Studio Photography, (16 settembre - 27 novembre), Museo della fotografia di Amsterdam (FOAM)[9]
- Firenze 2013, Un garibaldino fotografo a cavallo tra Italia e Albania, (12, 13 dicembre) iniziativa del Balkan Florence Express[10]
- Firenze 2013, Scutari di Marubi e l’indipendenza dell’Albania (28 novembre) iniziativa del Balkan Florence Express[10]
- Parigi 2011-2012, The Golden Age of Albanian Photography - The Marubi dynasty and the rhapsodists of light 1858-1945 ( 5 ottobre 2011 - 8 gennaio 2012), Maison Européenne de la Photographie (MEP)[11]

## Convegni
- Milano 2017, Marubi, l’italiano di Scutari. Fotografo d’Albania, (7 giugno), convegno organizzato dalla Fondazione BIA (Beni Immateriali e Archivistici), Ambasciata d’Albania, Comune di Milano e Ministero dei beni e delle attività culturali e del turismo, Milano PhotoWeek[12]

## Una mostra sull'Archivio Marubi alla Triennale di Milano
(Triennale di Milano)
Organizzata dal Museo Nazionale della Fotografia Marubi alla Triennale di Milano e in collaborazione del Museo di fotografia contemporanea di Cinisello Balsamo e diverse istituzioni albanesi, la mostra intitolata "Il Rituale Fotografico", tenutasi dal 16 novembre al 9 dicembre 2018 a Milano, in occasione dell'anno commemorativo di Giorgio Castriota Scanderbeg, eroe nazionale d'Albania, celebrava il lavoro della dinastia dei fotografi Marubi. Una mostra imponente di 170 fotografie e di alcune lastre negative di Pietro Marubi, Kel Marubi, Gegè Marubi, Shan Pici, Pjetër Rraboshta, Angjelin Nënshati, Dedë Jakova e Kolë Idromeno.
La mostra che comprendeva foto di vario formato riferite ad epoche diverse della storia dei paesi balcanici, comprendeva fotografie di paesaggi rurali e urbani, attività lavorative, costruzioni, ritratti in abiti tradizionali e famiglie in posa, scene delle attività dei componenti della famiglia reale del Montenegro, foto segnaletiche, «fabbriche, inondazioni, celebrazioni e anniversari, studenti, ministri in visita, una donna coperta di stracci, a seno nudo, definita “donna povera”, e come era molto in uso i morti: una suora, una bambina, e il cadavere di Jup Karazi suicida»

### Sede e panoramica delle immagini in mostra

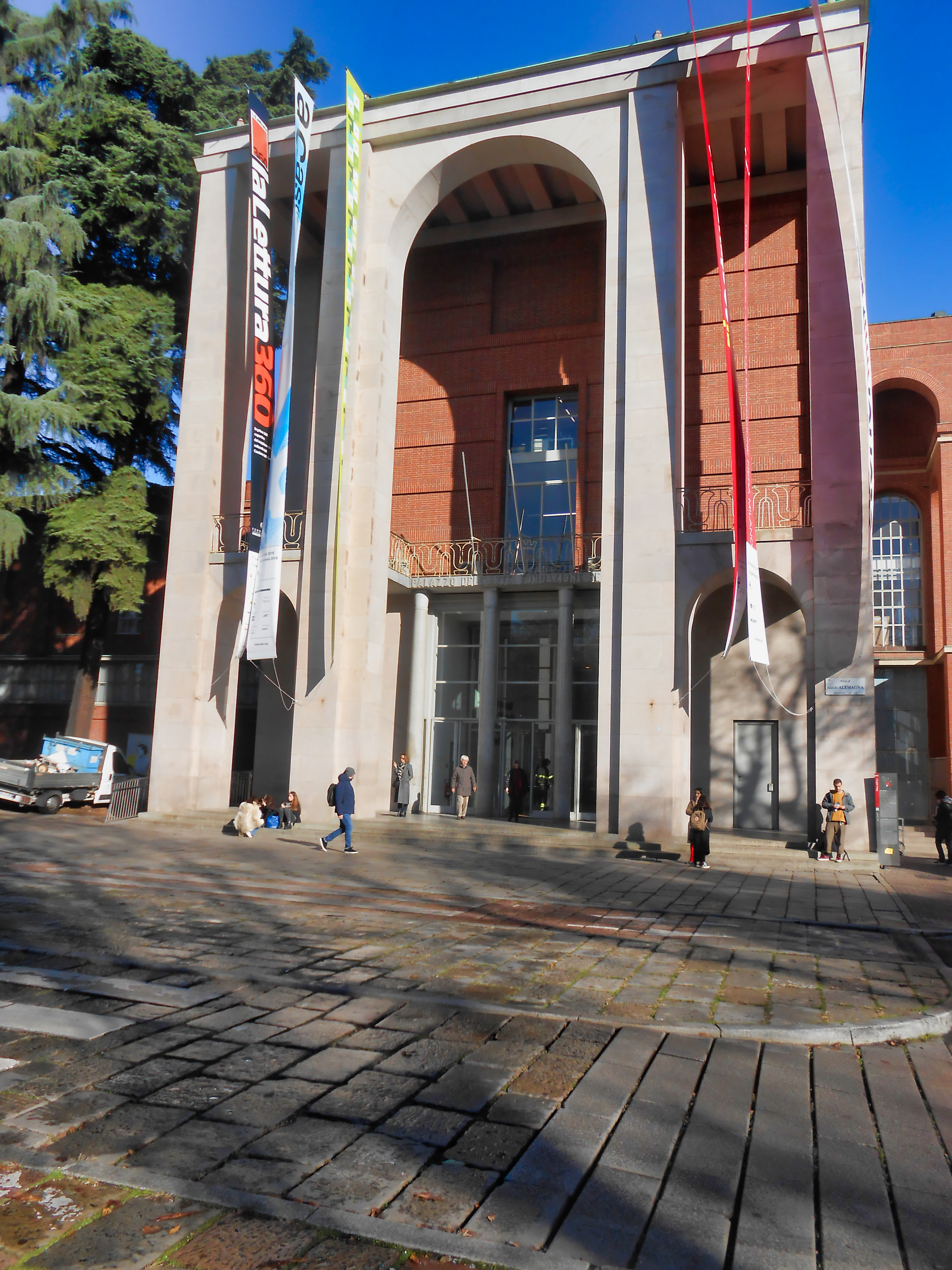
La Triennale di Milano - sede della mostra dedicata all'archivio Marubi
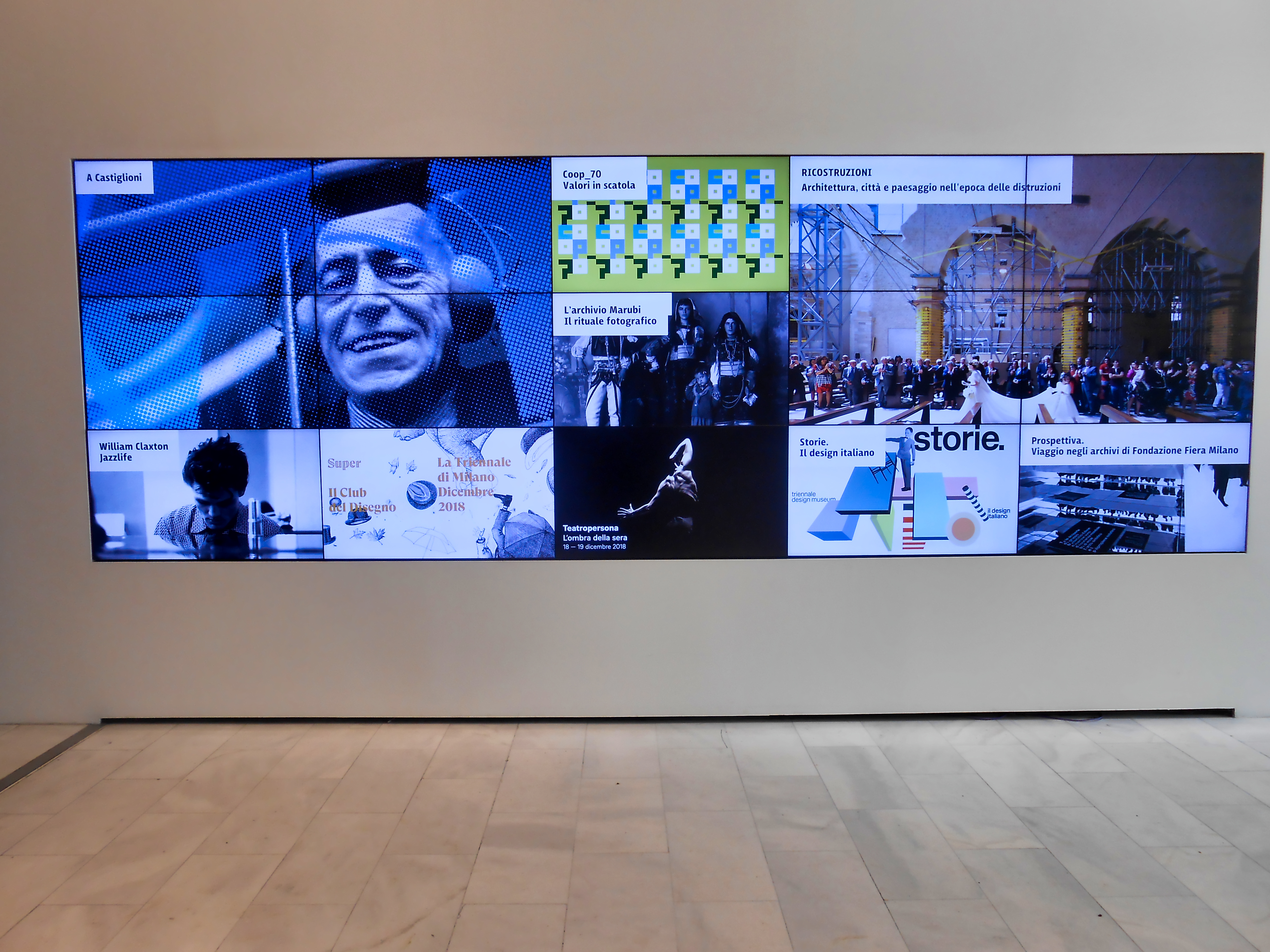
Il pannello annunciante le mostre in corso alla Triennale di milano. Al centro del pannello manifesto retroilluminato dedicato alla mostra dell'Archivio Marubi di Scutari
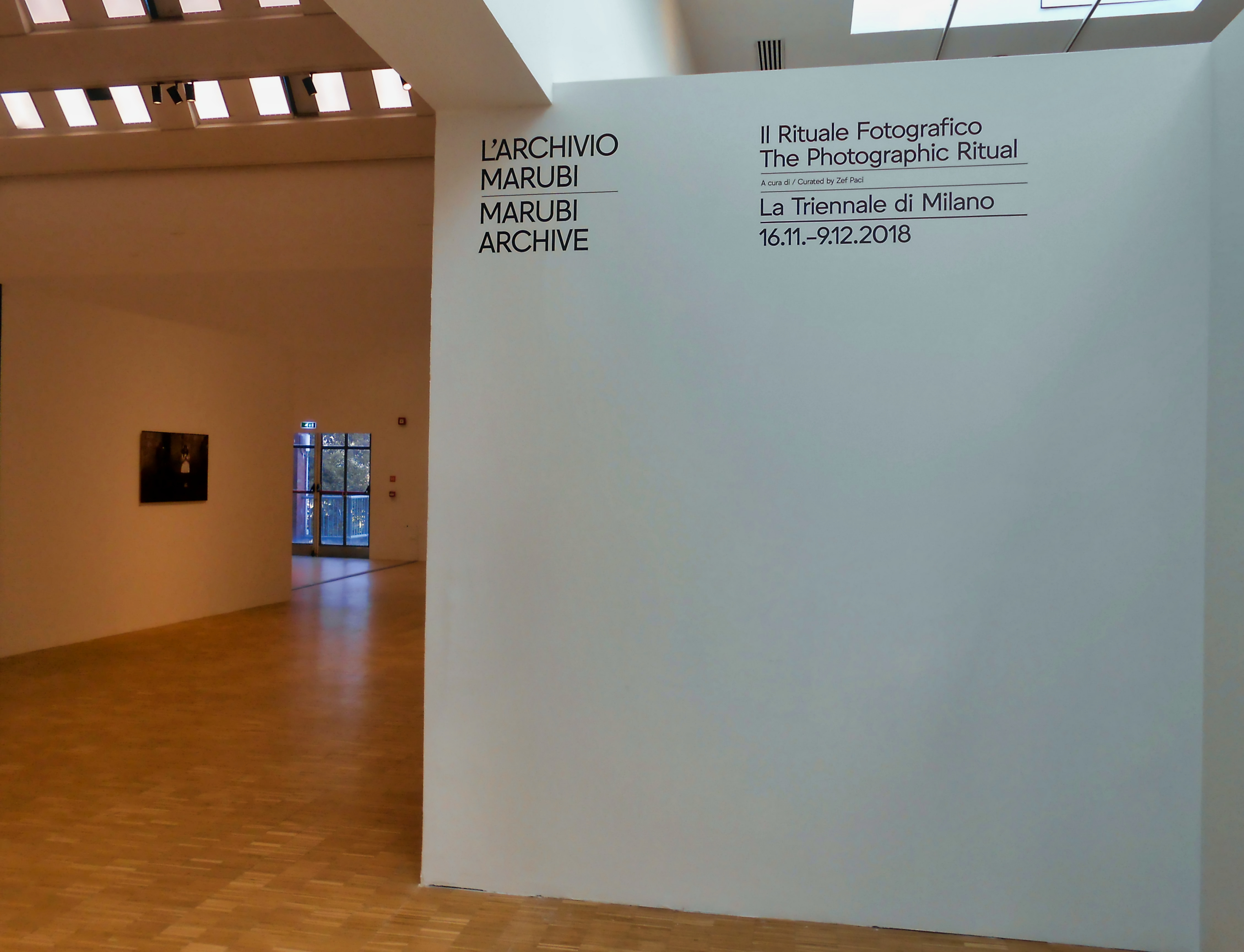
Parete al primo piano della Triennale anticamera della mostra dedicata all'Archivio Marubi
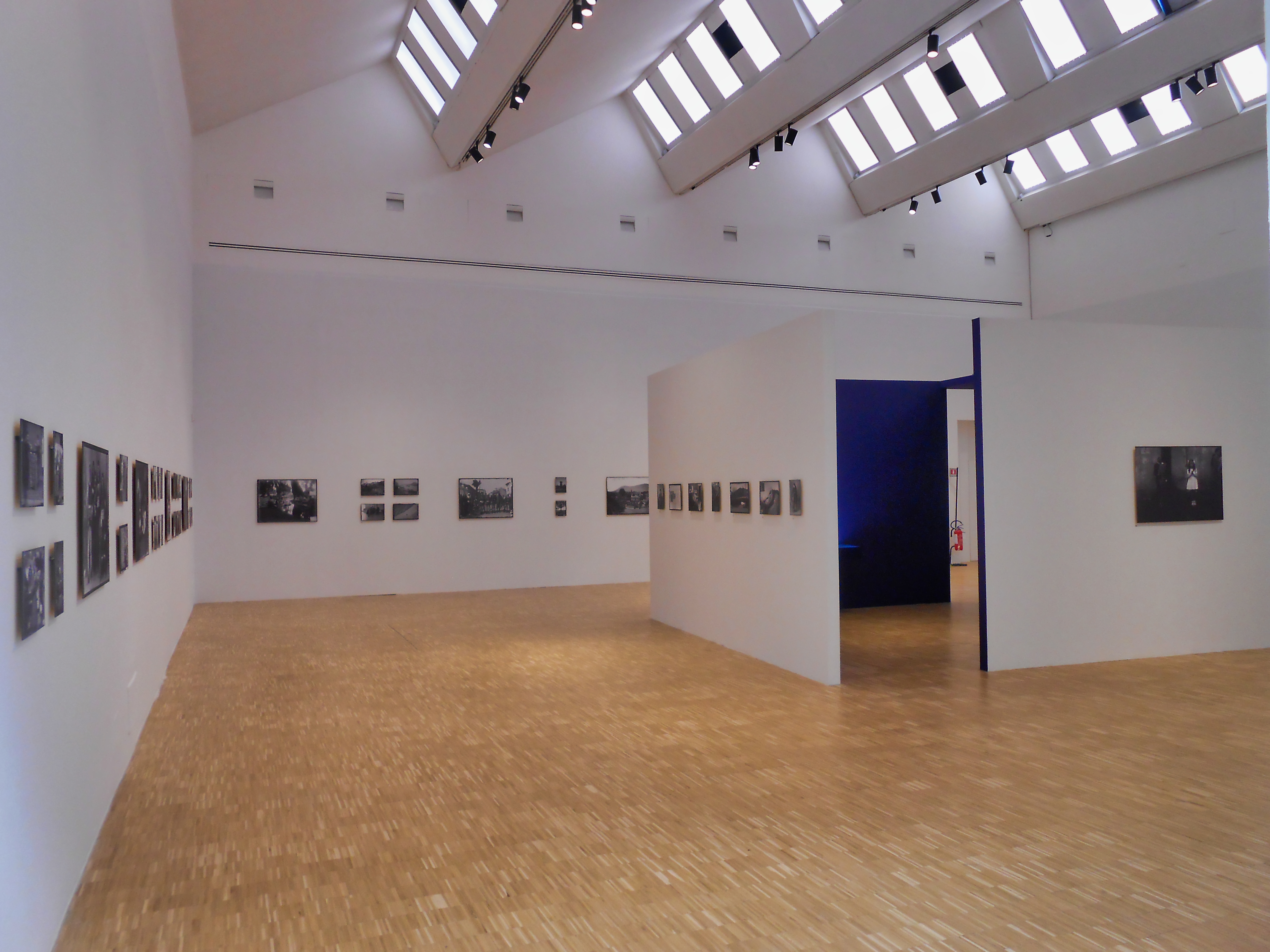
Primo salone espositivo della mostra
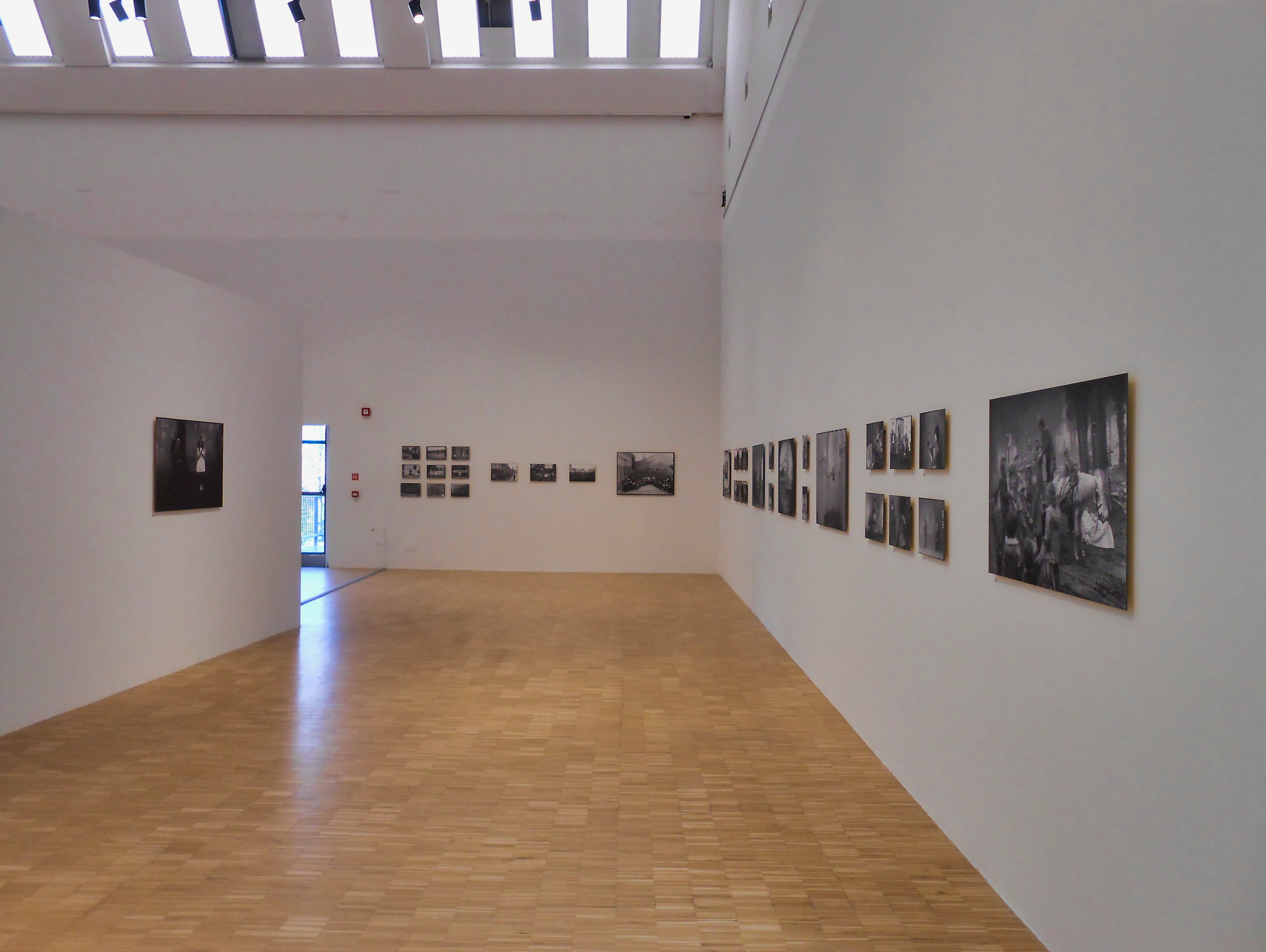
Secondo salone espositivo della mostra
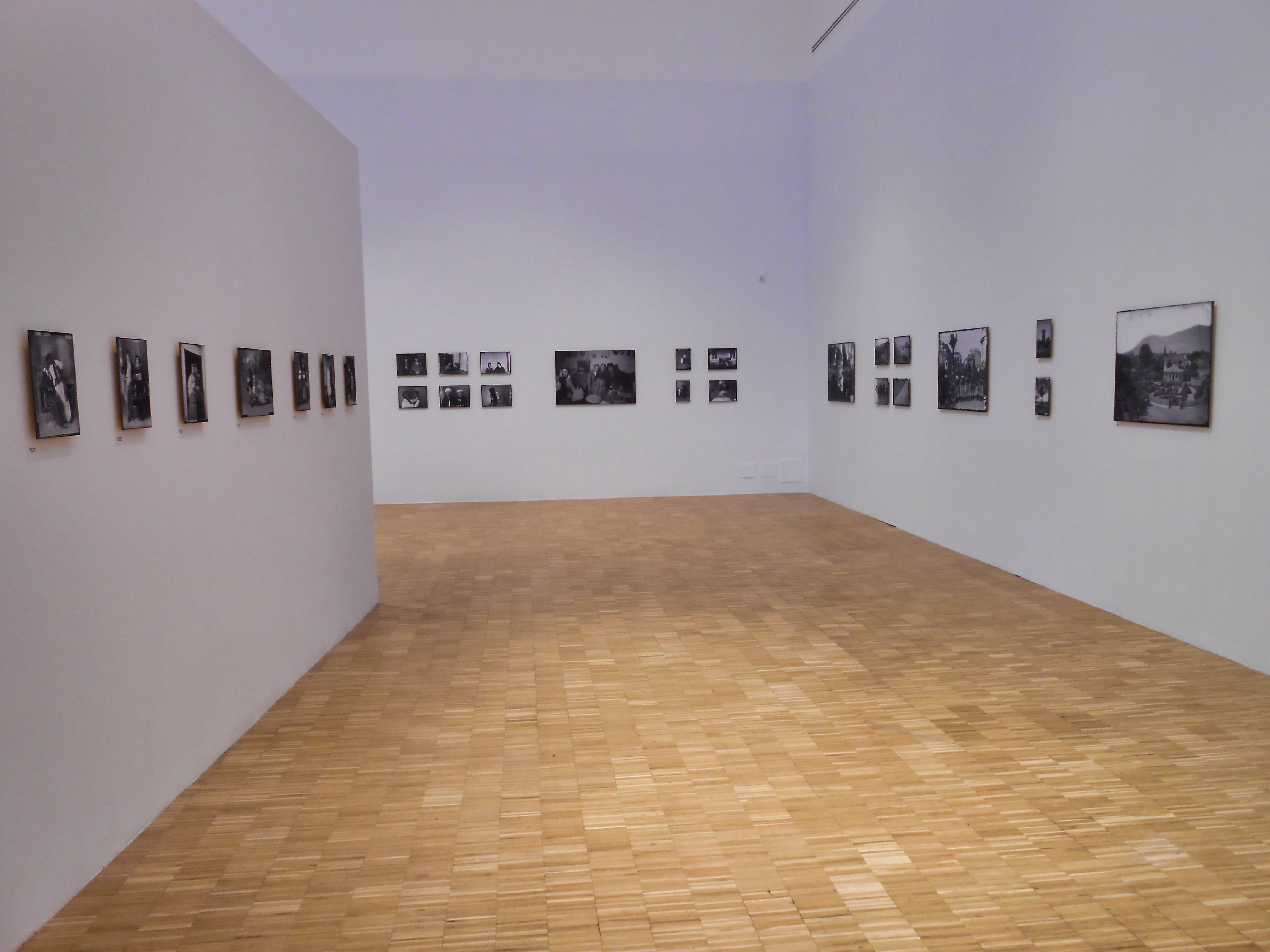
Terzo salone espositivo della mostra

#### Foto-galleria

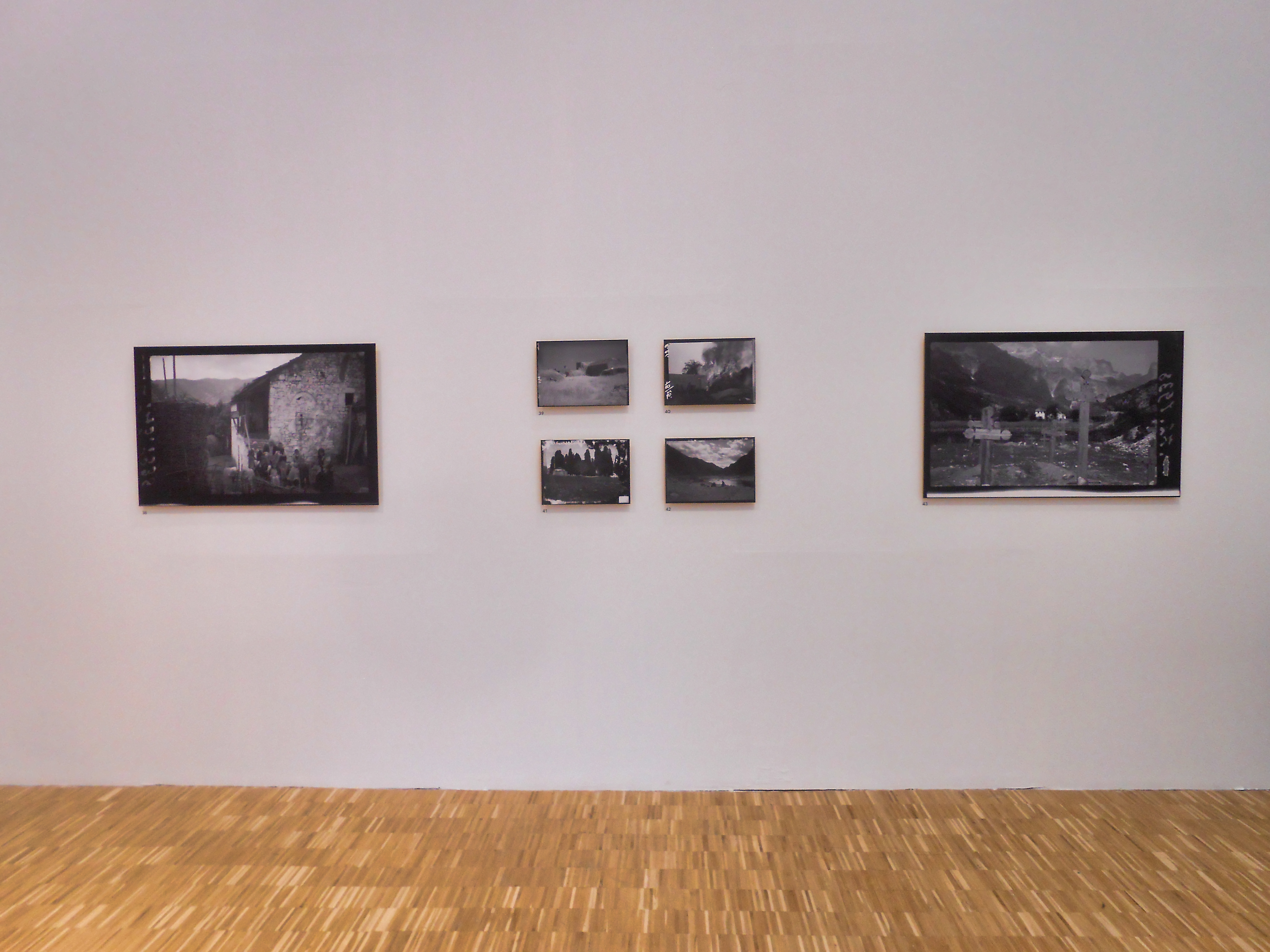
Parete di sei foto in mostra dell'Archivio Marubi
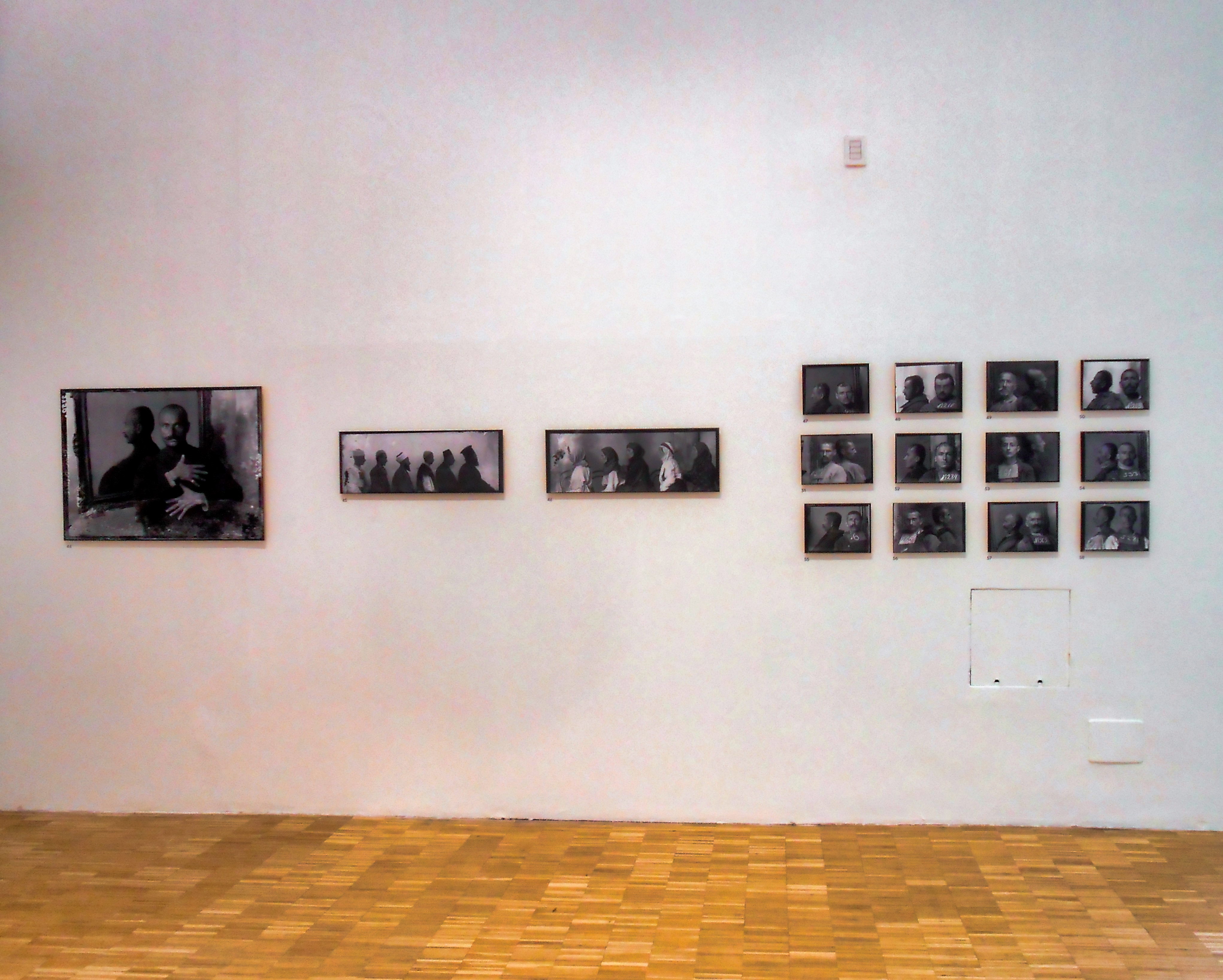
Parete di 15 foto dell'Archivio Marubi
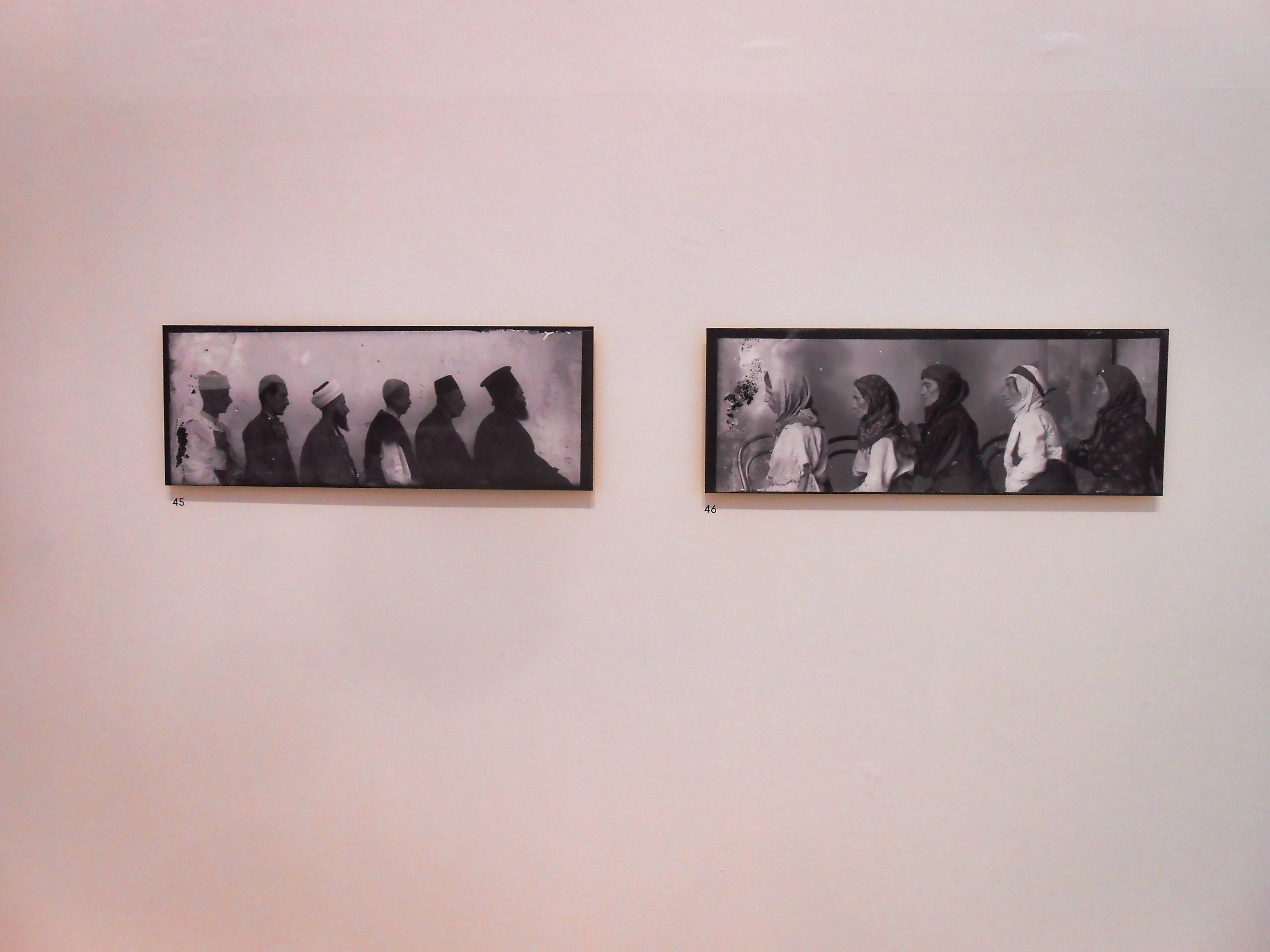
Parete di due foto della Mostra Marubi